# Palais Royal
O Palais Royal (traduzido do francês, "Palácio Real") é um palácio e jardim localizado no 1.º arrondissement de Paris, na França. Em frente à ala norte do Louvre, o seu famoso pátio (cour d'honneur) delimitado por colunas (desde 1986, contendo obras de arte de Daniel Buren) se localiza em frente à Place du Palais-Royal ("Praça do Palácio Real"), a qual foi bastante ampliada pelo Barão Haussmann, depois da abertura da Rue de Rivoli por Napoleão.

## Origens
Embora nunca tenha sido um palácio real, apesar do nome enganoso, o Palais Royal foi construído pelo arquitecto Jacques Lemercier, a mando de Richelieu, a partir de 1624. A sua localização corresponde, em parte, à do antigo Hôtel de Rambouillet, onde a Marquesa de Rambouillet mantinha um brilhante salon frequentado assiduamente por Richelieu. Nesta época era chamado de Palais Cardinal ("Palácio Cardeal"). Richelieu deixou-o para a Coroa Francesa.
A partir de 1643, depois da morte de Luís XIII, abrigou a Rainha-Mãe Ana da Áustria, o Cardeal Mazarino e o jovem Luís XIV. Nesta época passou a ser chamado de Palais Royal, nome que iria manter. 
En 1648, na época da Fronda, os parisienses invadiram o palácio para assegurar que o jovem Luís XIV e a sua mãe não voltariam a fugir.

## Os Orleães no Palais Royal

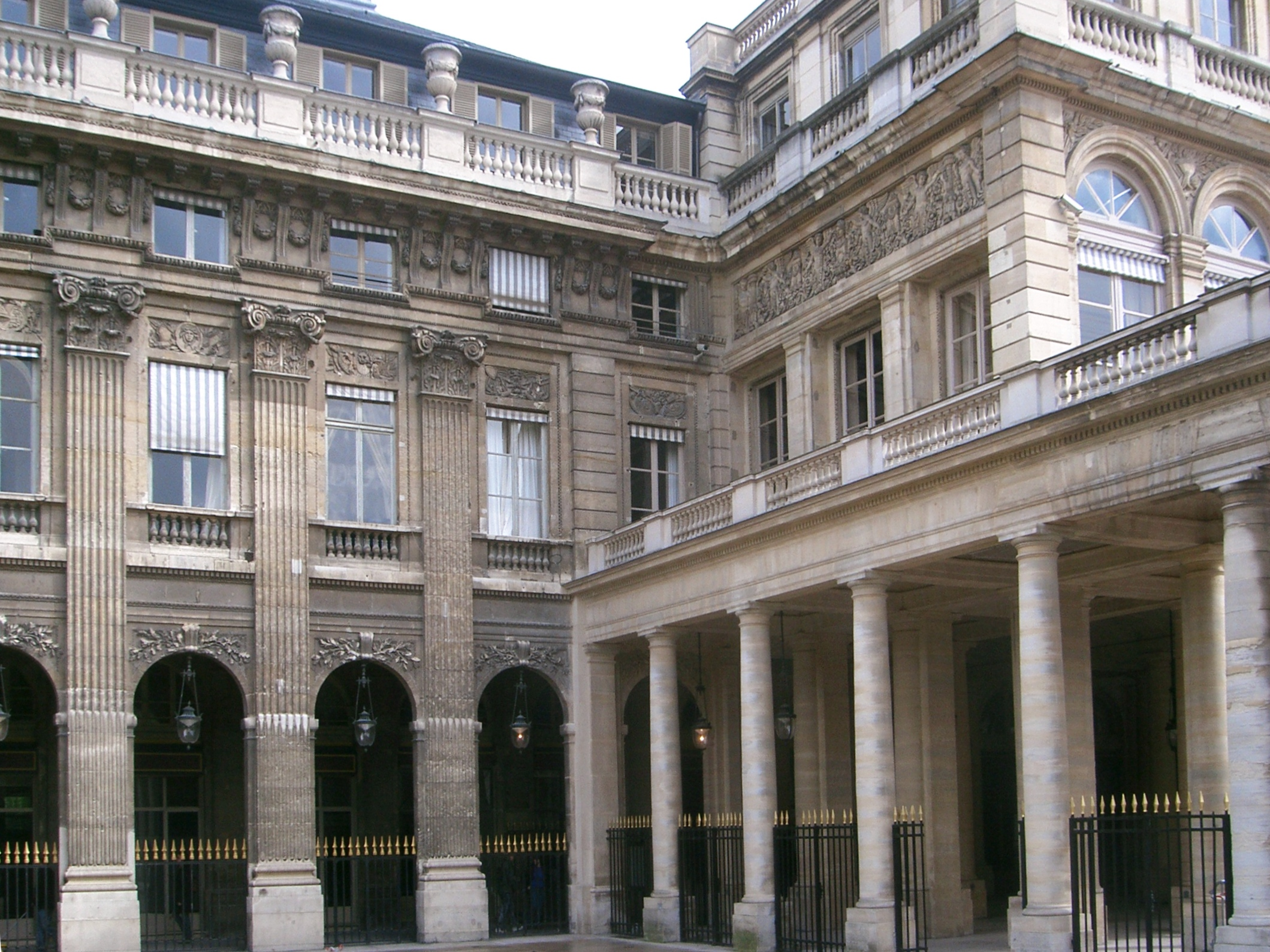
Os propileus (à direita) e a galeria de Valois (à esquerda) concebidos pelo arquitecto Victor Louis.

Em 1661, Luís XIV instalou-se no Palácio do Louvre, e foi o seu irmão, Filipe conhecido como Monsieur), quem recebeu o Palais Royal em apanágio.
Em 1692, Filipe II, Duque d'Orleães, filho do Monsieur e regente da França durante a menoridade de Luís XV, recebeu o palácio em herança. O regente governou o país a partir do Palais Royal, onde levou uma vida de deboche.
Os Orleães não ocuparam a ala nordeste, onde Ana da Áustria tinha os seus aposentos, mas sim o Palais Brion, onde o futuro Regente, enquanto Duque de Chartres, encomendou, a Gilles-Marie Oppenord, a decoração do Grande Apartamento (Grand Appartement), lugar clássico no luminoso e alegre Estilo Regência, o qual pressagiou o futuro rococó. O Grande Apartamento, os mais íntimos Pequeno Apartamentos (Petits Appartements), e a sua galeria pintada com temas Virgilianos por Coypel, foram, todos eles, demolidos em 1784, para permitir a instalação do Teatro Francês (Théâtre-Français), actual Comédie-Française.
O Palais Brion, um pavilhão separado erguido ao longo da Rue Richelieu, para oeste do Palais Royal, havia sido comprado por Luís XIV aos herdeiros do Cardeal Richelieu; neste pavilhão, o Rei instalou Louise de La Vallière, que, ali, deu, à luz, dois filhos do Rei, em 1663 e 1665: ambos morreram jovens. A colecção Real de antiguidades foi instalada no Palais Brion, ao cuidado do crítico de arte e historiador oficial da corte André Félibien, nomeado em 1673.

## Fórum revolucionário

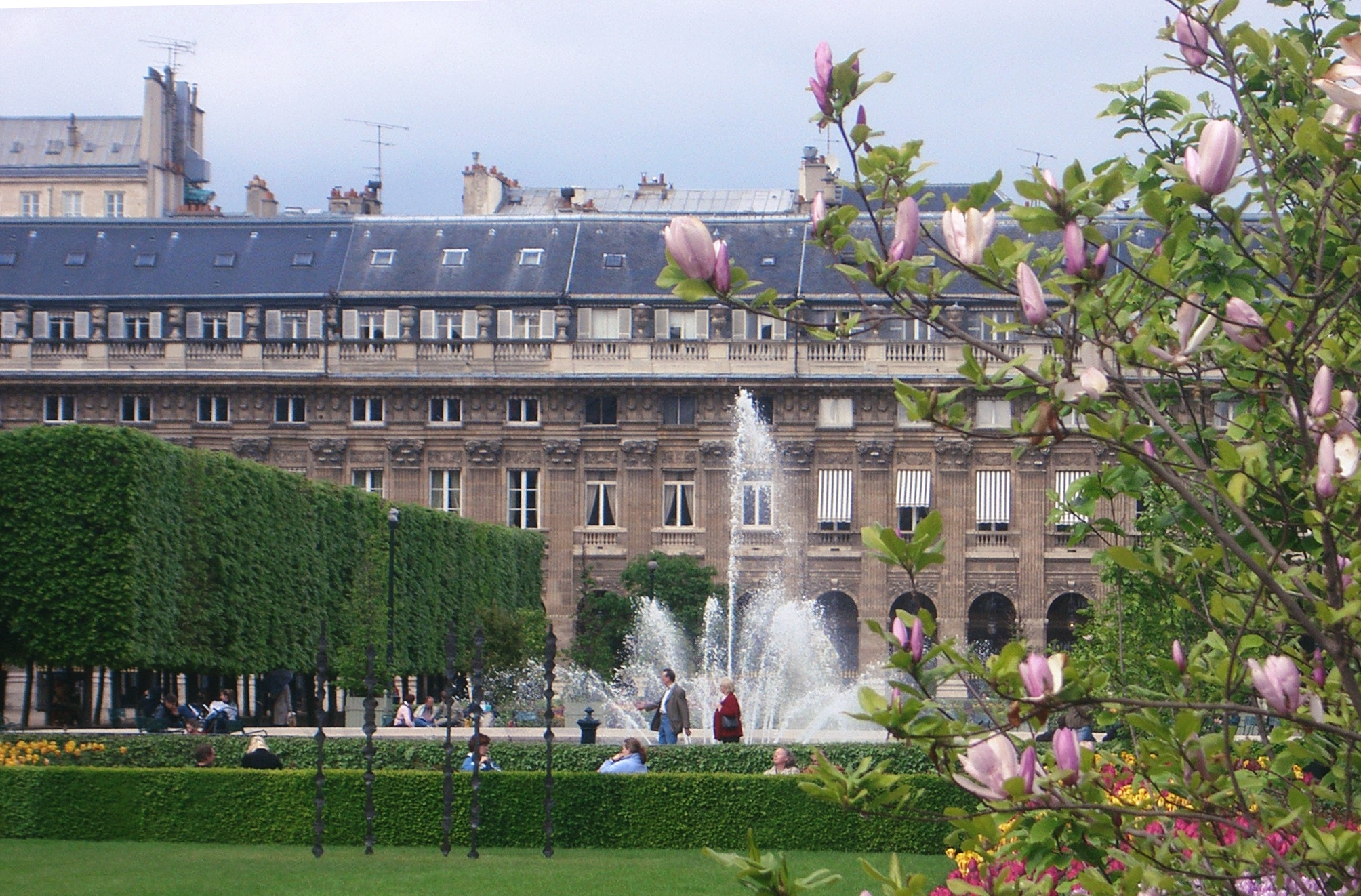
Vista dos jardins.

O bisneto do Regente, Luís Filipe II, Duque d'Orleães, que ficaria conhecido como "Philippe-Egalité" durante a fase mais radical da Revolução, tornou-se popular em Paris quando abriu os jardins do Palais Royal a todos os parisienses, tendo contratado o arquitecto neoclássico Victor Louis para reconstruir as estruturas em volta dos jardins do palácio, após um incêndio ocorrido em 1773, as quais haviam sido as irregulares traseiras de casas que confinavam com as ruas envolventes. Mandou ainda encerrar os jardins com colunatas regulares que foram alinhadas com lojas (numa das quais Charlotte Corday comprou a faca que usou para apunhalar Jean-Paul Marat). Ao longo das galerias permaneciam damas da noite, e nos segundos andares estavam alojados casinos de jogo. Existia um teatro em cada extremo das galerias; o maior foi a sede da Comédie-Française, a companhia de teatro estatal, a partir do reinado de Napoleão. O primeiro de todos os teatros existentes no palácio foi originalmente construído por Lemercier para o Cardeal Richelieu, em 1641. Sob Luís XIV, o teatro acolheu peças de Molière, desde 1660 até à morte do dramaturgo em 1673, seguido da Ópera sob direcção de Jean-Baptiste Lully.

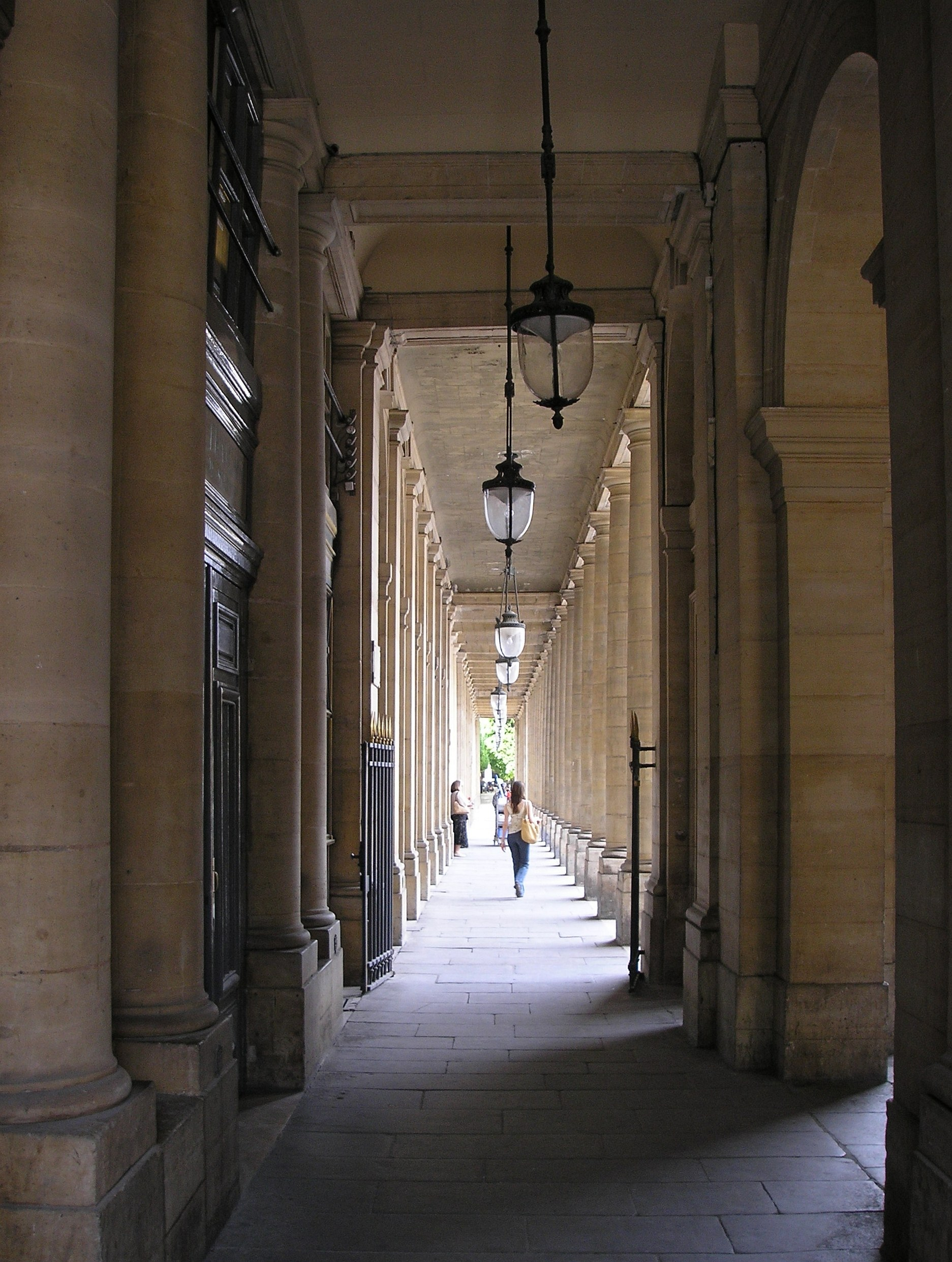
A galeria do Palais Royal.

Entre a década de 1780 e 1837, o Palais Royal foi, uma vez mais, o centro da intriga política e social parisiense, e lugar dos mais populares cafés. O histórico restaurante "Le Grand Vefour" ainda se mantém ali. Em 1786, foi disposto o canhão do meio-dia por um filósofo amador; colocado no primeiro meridiano de Paris, no qual o Sol do meio-dia irradia, passando através de uma lente, incendiou o rastilho do canhão. O canhão do meio-dia ainda se mantém aceso no Palis Royal, apesar de a maior parte das mulheres da vida terem desaparecido, aquelas que inspiraram as linhas do Abbé Delille;
"Dans ce jardin on ne rencontre
Ni champs, ni prés, ni bois, ni fleurs.
Et si l'on y dérègle ses moeurs,
Au moins on y règle sa montre."
("Neste jardim não se encontra / Nem campos, nem prados, nem bosques, nem flores. / E se aí se desregula a moralidade / Ao menos regula-se aí seu relógio.")
No dia 12 de Julho de 1789, um jovem agitador, Camille Desmoulins, pulou para uma mesa de café e anunciou, à multidão, que Jacques Necker havia sido demitido. "Esta demissão"', acreditava ele, "é o alarme de São Bartolomeu dos patriotas". Enfiando, então, duas pistolas no seu casaco, declarou que não seria apanhado com vida, e bradou: "às armas!" Desceu entre os abraços da multidão, e o seu grito de "às armas!" ressoou por todos os lados. Dois dias depois, a Bastilha foi tomada.

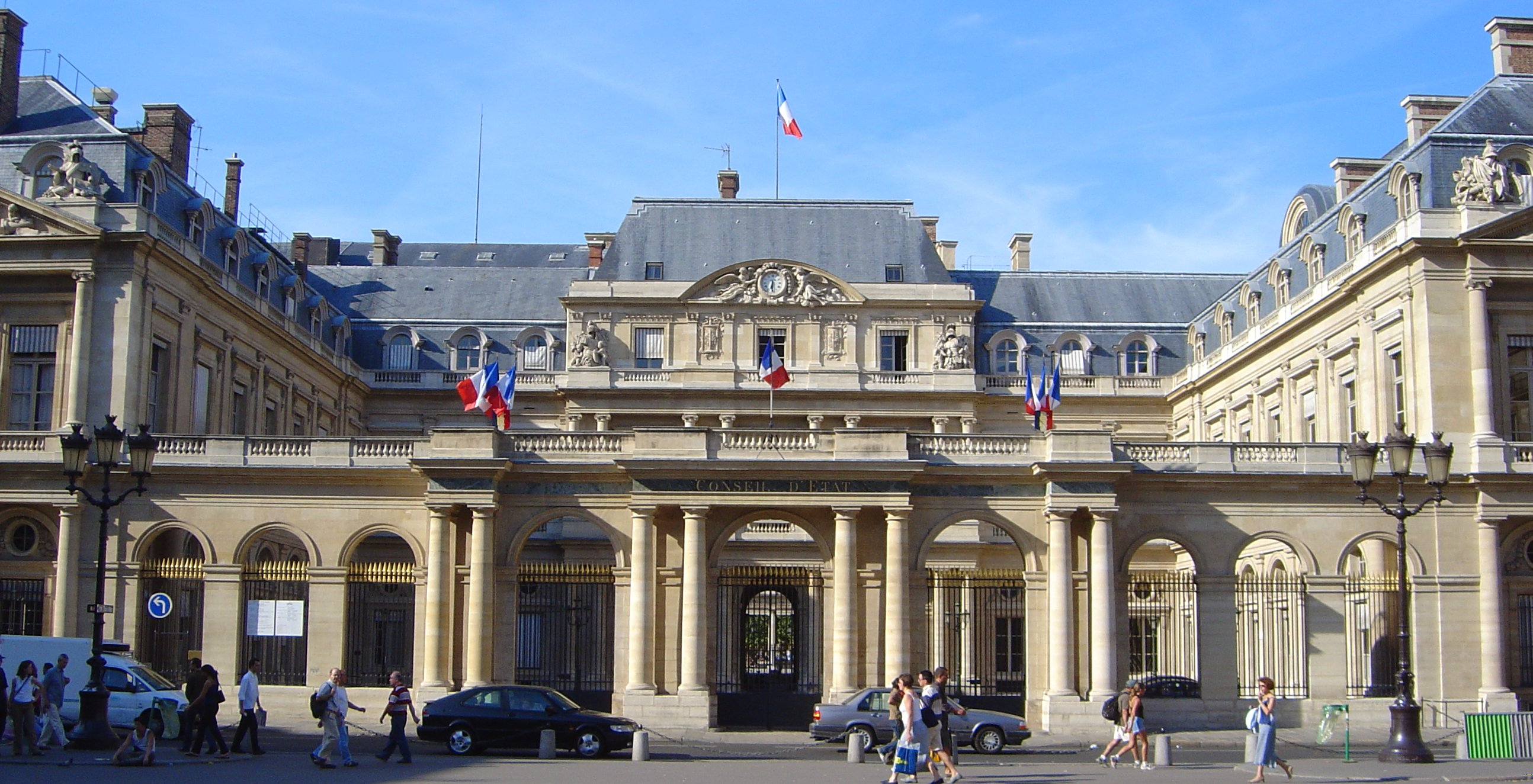
Cortina neoclássica de Contant Ivry em frente do pátio barroco de Lemercier.

Foi igualmente do Palais Royal que partiu, no dia 5 de Outubro de 1789, a delegação que se rebelou contra a realeza. Nesse dia, vários milhares de mulheres marcharam sobre o Palácio de Versalhes. No dia seguinte, guardaram a família Real no Palácio das Tulherias sob forte escolta. 
O Palais Royal, durante a Revolução Francesa, ofereceu o espectáculo de uma deambulação agradável, segundo alguns, ou canalha, segundo outros, onde o amor ou os simples namoricos reinavam.
Os cafés estendem as suas asas às arcadas, prolongando o seu comércio sob as folhagens. São fóruns de agitação verbal. Tradicionalmente, era ali tolerado mais espaço de anarquia.
No dia 20 de Janeiro de 1793, foi assassinado, no Palais Royal, pela antiga guarda dos corpos de Paris, o deputado Louis-Michel Lepeletier de Saint-Fargeau, o qual havia votado a morte do Rei. Nesse mesmo ano, o palácio tornou-se bem nacional. 
Após o 18 de Brumário, o palácio fica afectado ao "Tribunat".

## O regresso dos Duques de Orleães
O palácio foi restituído à família de Orleães em 1814, tornando-se residência dos Duques até 1848.
A partir de 24 de Dezembro de 1814, Pierre François Léonard Fontainefoi nomeado arquitecto do Duque de Orleães. Este arquitecto fará as renovações necessárias ao uso e cortesia (grande escadaria de Honra, Galeria de Orleães, etc.) durante a Restauração e a Monarquia de Julho. 
Depois da restauração dos Bourbons, no Palais Royal, o jovem Alexandre Dumas obteve emprego no gabinete do poderoso Duque de Orleães, o qual recuperou o controle do palácio durante a restauração. No decorrer da Revolução de 1848, o Palais Royal foi pilhado pela multidão revoltosa que fez cair a Monarquia de Julho. 
Sob o Segundo Império, o Palais Royal foi residência do ramo decaído da família Bonaparte, representado pelo Príncipe Napoleão, primo de Napoleão III.
Em 1871, o palácio foi destruído. Seria restaurado dois anos depois para receber o Conselho de Estado.

## Actualidade

Palais-Royal, Paris: 1. Ministère de la Culture - 2. Conseil constitutionnel - 3. Conseil d'État - 4. Comédie-Française - 5. Théâtre éphémère - 6. Colonnes de Buren - 7. Théâtre du Palais-Royal

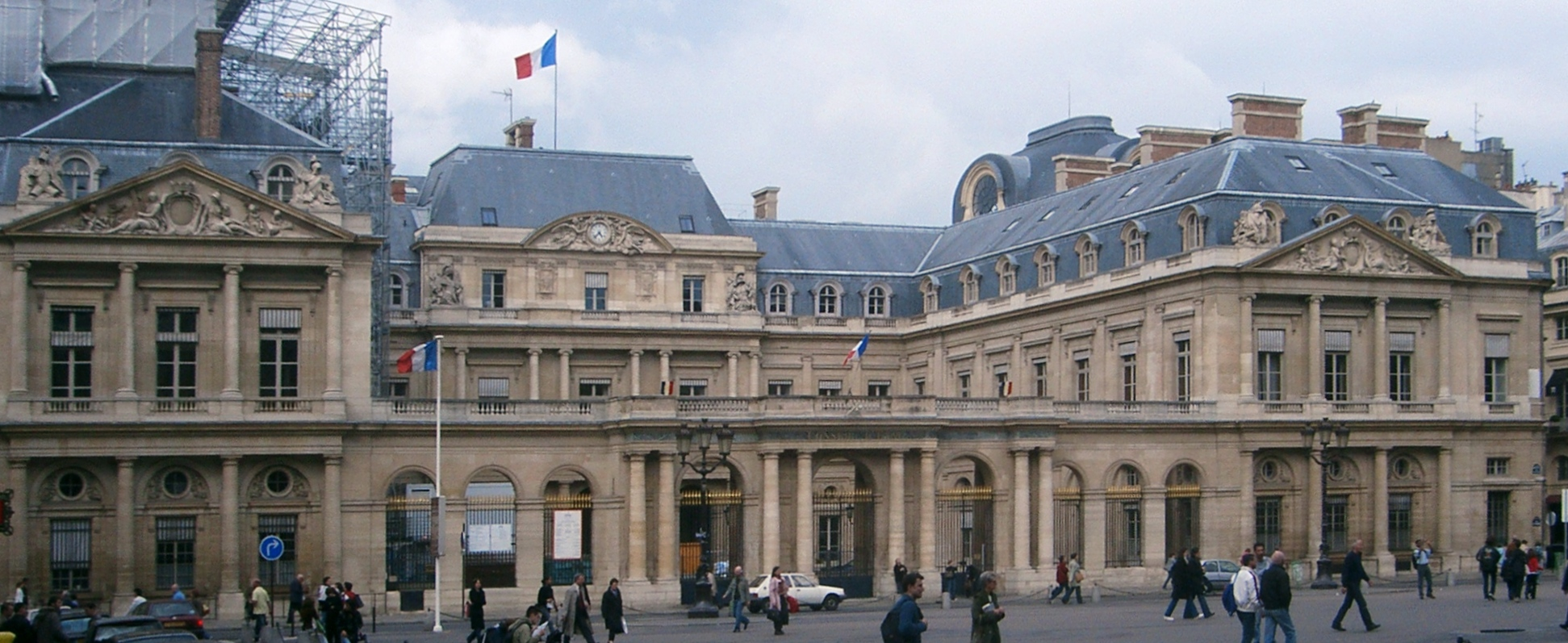
O Palais Royal de Paris

Actualmente, o Palais Royal acolhe várias instituições de primeira importância:
- Em 1875, o Conselho de Estado (Conseil d'État) instalou-se no Palais Royal;
- o Tribunal Constitucional;
- o Ministério da Cultura;
- nas traseiras do jardim ficam os antigos edifícios da Bibliothèque National, a biblioteca nacional de depósito, com uma colecção de mais de 6 000 000 de livros, documentos, mapas e publicações; a maior parte das colecções foi transferida para instalações mais modernas noutros locais;
- desde 1799, a Comédie-Française mantém a Sala Richelieu (Salle Richelieu), concebida pelo arquitecto Victor Louis, em funcionamento no Palais Royal.

## Acesso
Este local é servido pela estação de metrô Palais-Royal - Musée du Louvre.